# Rhys
Rhys ist ein walisischer männlicher Vorname mit der Bedeutung „Begeisterung“, „Eifer“, der auch als Familienname auftritt. Anglisierte Formen des Namens sind Rees, Reese oder Reece, als Familienname auch Rice oder Price (eine Verkürzung von ap Rhys = Sohn des Rhys).

## Namensträger

### Historische Persönlichkeiten
- Rhys ab Owain († 1078), König von Deheubarth in Südwales
- Rhys ap Tewdwr († 1093), Fürst von Deheubarth
- Lord Rhys (eigentlich Rhys ap Gruffydd; 1132–1197), Herrscher von Deheubarth
- Rhys Ieuanc († 1222), Lord von Deheubarth
- Rhys Gryg († 1234), Sohn von Lord Rhys und Lord von Deheubarth
- Rhys Mechyll († 1244), Sohn von Rhys Gryg und Lord von Deheubarth
- Rhys ap Gruffydd († 1256), walisischer Lord von Senghenydd
- Rhys Fychan († 1271), Lord von Dinefwr
- Rhys ap Maredudd († 1292), Lord von Deheubarth und Rebell
- Rhys Fychan († 1302), Lord von Ceredigion
- Rhys ap Gruffydd († 1356), walisischer Militär
- Rhys ap Thomas (1448/49–1525), walisischer Adliger, Militär und Staatsmann
- Rhys Mansel (auch Rice Mansel; 1487–1559), walisischer Adliger, Militär und Staatsmann
- Rhys ap Gruffydd FitzUrien (um 1508–1531), walisischer Adliger und Rebell
- Christopher Rice Mansel Talbot (1803–1890), walisischer Adliger, Politiker und Industrieller

### Vorname
- Rhys Carpenter (1889–1980), US-amerikanischer Klassischer Archäologe
- Rhys Gemmell (1896–1972), australischer Tennisspieler
- Rhys Lloyd, Baron Lloyd of Kilgerran (1907–1991), britischer Jurist und Politiker
- Rhys Chatham (* 1952), US-amerikanischer Komponist und Musiker
- Rhys Ifans (* 1967), walisischer Schauspieler
- Rhys Coiro (* 1979), US-amerikanischer Schauspieler
- Rhys Pollock (* 1980), australischer Radsportler
- Rhys Darby (* 1974), neuseeländischer Schauspieler
- Rhys Day (* 1982), walisischer Fußballspieler
- Rhys Thomas (Rugbyspieler) (* 1982), walisischer Rugby-Union-Spieler
- Rhys Lloyd (* 1989), walisischer Radrennfahrer
- Daniel Rhys Biggar (* 1989), walisischer Rugby-Union-Spieler, siehe Dan Biggar
- Rhys Taylor (* 1990), walisischer Fußballspieler
- Rhys Frake-Waterfield (* 1991/1992), britischer Regisseur, Drehbuchautor und Filmproduzent
- Rhys Tyler (* 1992), englischer Fußballspieler
- Rhys Clark (* 1994), schottischer Snookerspieler
- Rhys Salcombe, walisisch-kanadischer Spezialeffektkünstler
- Rhys Williams (Schauspieler) (1897–1969), walisischer Schauspieler
- Rhys Williams (Leichtathlet) (* 1984), walisischer Leichtathlet
- Rhys Williams (Fußballspieler, 1988) (* 1988), australisch-walisischer Fußballspieler
- Rhys Williams (Fußballspieler, 2001) (* 2001), englischer Fußballspieler

### Familienname
- Adam Rhys Jones (* 1981), ehemaliger walisischer Rugby-Union-Spieler
- Elen Rhys (* 1983), walisische Schauspielerin
- Gruff Rhys (* 1970), walisischer Popmusiker
- Griff Rhys Jones (* 1953), britischer (walisischer) Autor, Komiker, Schauspieler, Produzent und Regisseur
- Jean Rhys (1890–1979), karibische Schriftstellerin
- Juliet Rhys-Williams (1898–1964), britische Ökonomin
- John Rhys (Keltologe) (1840–1915), britischer Keltologe
- John Llewellyn Rhys († 1940), britischer Bomberpilot der Royal Air Force und Schriftsteller
- John Rhys-Davies (* 1944), britischer Film-, Fernseh- und Theaterschauspieler
- Matthew Rhys (* 1974), walisischer Schauspieler
- Paul Rhys (* 1963), walisischer Schauspieler
- Phillip Rhys (* 1974), englischer Schauspieler
- Sophie Helen Rhys-Jones, Ehefrau von Prince Edward, Duke of Edinburgh, Earl of Wessex siehe Sophie, Duchess of Edinburgh, Countess of Wessex
- Tom Rhys Harries (* 1990), britischer Schauspieler
- Vanessa Audi Rhys O’Brien (* 1964), britisch-amerikanische Bergsteigerin, siehe Vanessa O’Brien
- Walter Rhys, 7. Baron Dynevor (1873–1956), britischer Adliger und Politiker, Mitglied des House of Commons

### Familie
- Rhys (Adelsgeschlecht), anglo-walisische Adelsfamilie

### Künstlername
- Jonathan Rhys Meyers (* 1977), irischer Theater- und Filmschauspieler
- Rhys (Band), australische Popband